# Abhorrers
Abhorrers (em inglês: abhorrence significa antipatia, aversão, ódio) eram, em 1679, as pessoas que manifestaram o seu repúdio à ação daqueles que assinaram petições pedindo ao rei Carlos II da Inglaterra para convocar o Parlamento.
O sentimento contra os católicos, e especialmente contra Jaime, Duque de York, era forte; o projeto de lei da Exclusão tinha sido aprovado na Câmara dos Comuns, e a popularidade de Jaime Scott, 1.º duque de Monmouth, era muito grande.
Para impedir que este projeto se transformasse em lei, Carlos resolveu então dissolver o parlamento em julho de 1679, e no mês de outubro seguinte prorrogou a sessão legislativa sem permitir que os membros do parlamento se reunissem. Como consequência, recebeu um grande número de petições pedindo-lhe para reunir o parlamento. Contrários a toda essa agitação estavam Sir George Jeffreys e Francis Wythens, que realizaram discursos manifestando seu repúdio contra "os peticionários" e, assim, deu-se início ao movimento dos abhorrers, que apoiavam a ação do rei. "A brincadeira percorreu toda a Inglaterra", disse Roger North; e os discursos dos abhorrers, que chegaram até o rei vindos de todas as partes do país, formaram um contrapeso aos dos peticionários. Diz-se que os termos Whig e o Tory foram aplicados pela primeira vez aos respectivos partidos, políticos ingleses, com esses nomes, em consequência dessa disputa e em que o primeiro se opunha a estas medidas de maior liberdade religiosa.